# زابيل يسايان
زابيل يسايان روائية ومترجمة وأستاذة في الأدب من أرمن الدولة العثمانية، ولدت في 4 شباط (فبراير) 1878 وتوفيت عام 1943.

## السيرة الذاتية
ولدت زابيل يسايان ليلة 4 شباط (فبراير) 1878، وهي ابنة مكريتش هوفهانسيان في ضاحية سلحدار في أسكدار خلال ذروة الحرب الروسية العثمانية (1877-1878). كان المنزل الذي ولدت فيه عبارة عن هيكل خشبي مكون من طابقين ضارب إلى الحمرة. التحقت بمدرسة الصليب المقدس (Ս. Խաչ) الابتدائية. عام 1895، انتقلت إلى باريس، حيث درست الأدب والفلسفة في جامعة باريس. تأثرت بالرومانسية الفرنسية وباللهجة الأرمنية الأدبية في القرن التاسع عشر، بدأت بالكتابة على أمل أن تصبح الكتابة مهنة مربحة. نشرت قصيدتها النثرية الأولى "أغنية ليل في مجلة "تساغيك"(زهرة) عام 1895. تابعت نشر القصص القصيرة والمقالات الأدبية والمقالات والترجمات باللغتين الفرنسية والأرمنية في عدد من الدوريات. أثناء إقامتها في باريس، تزوجت من الرسام ديكران يسايان، ولها ابنان صوفي وهرانت.
بعد ثورة تركيا الفتاة عام 1908، عادت زابيل إلى إسطنبول. عام 1909، انتقلت إلى قيليقية ونشرت سلسلة من المقالات المتعلّقة بمجزرة أضنة. كان مصير الأرمن في قيليقية أيضاً موضوع كتابتها «بين الأطلال» (Աւերակներու մէջ، القسطنطينية 1911)، ورواية «اللعنة» 1911، وقصص قصيرة بعنوان «صفية» عام 1911 و«العروس الجديدة» 1911.
كانت يسايان المرأة الوحيدة في قائمة "ترحيل الأرمن المثقفين في 24 أبريل 1915. استطاعت زابيل تجنّب الاعتقال وهربت إلى بلغاريا ثم إلى القوقاز، حيث عملت مع اللاجئين على توثيق روايات شهود الأعيان عن الأعمال الوحشية التي وقعت خلال مذابح الأرمن.

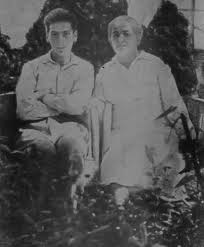
زابيل مع ابنها هرانت

عام 1918، تواجدت زابيل في الشرق الأوسط لتنظيم نقل اللاجئين والأيتام. في هذه الفترة كتبت مجموعات قصصية تضمنت «الكأس الأخيرة» The Last Cup (Վերջին բաժակը)، «روحي في المنفى» My Soul in Exile (Հոգիս աքսորեալ, 1919; ترجمت إلى الإنجليزية عام 2014)، حيث عرضت في هذه القصص العديد من المظالم التي شهدتها. دعمت الجمهورية الأرمينية الاشتراكية السوفيتية وأخلصت لها، ووصفت في روايتها «القوات المنسحبة» (Նահանջող ուժեր, 1923) الظروف الاجتماعية والسياسية في ذلك الوقت. زارت الجمهورية الأرمينية عام 1926 ونشرت بعد ذلك بفترة وجيزة انطباعاتها في «بروميثيوس الحر»(Պրոմէթէոս ազատագրուած, Marseilles, 1928).
عام 1933، قررت الاستقرار في الجمهورية الأرمينية مع أولادها، وعام 1934، شاركت في أول اجتماع لاتحاد الكتّاب السوفيت في موسكو. درّست اللغة الفرنسية والأدب الأرمينية في جامعة يريفان الحكومية وتابعت الكتابة بغزارة. من الروايات التي أنجزتها في هذه الفترة، "قميص من نار" Shirt of Fire (Կրակէ շապիկ، يريفان، 1934; ترجمت إلى الروسية عام 1936)، وكتاب سيرتها الذاتية "حدائق سلحدار The Gardens of Silihdar (Սիլիհտարի պարտէզները، يريفان، 1935; ترجم إلى الإنجليزية عام 2014).

## وفاتها
خلال التطهير الأعظم، اتهمت بالقومية واعتُقلت عام 1937. توفيت في ظروف غامضة، لكن ثمة تكهّنات بأنها ماتت غرقاً في المنفى، ربما في سيبيريا في وقت ما عام 1943. أخرجت كل من لارا أهارونيان، مؤسسة مركز لأرمينيا للموارد النسائية، وتالين سوسيان، مراسلة صحفية «أغوس» الخاصة بأرمن تركيا، أخرجتا فيلماً وثائقياً بعنوان «العثور على زابيل». وصدر بالتعاون مع يوتوبيانا للمرة الأولى في 7 آذار (مارس) 2009.

## وصلات خارجية
- مقابلة مع مترجمة «حدائق سلحدار» التركية”